# بارسيلوس (البرازيل)
بارسيلوس (بالبرتغالية: Barcelos) هي بلدية برازيلية، تقع في ولاية الأمازون. تمسح البلدية مساحة هائلة تقدر بـ122575 كيلومترا مربعا، أي ما يعادل مساحة دولة مثل كوريا الشمالية، ما يجعلها، ثاني أكبر بلدية في البرازيل بعد بلدية ألتاميرا.

## الاقتصاد
يقع مطار بارسيلوس في المدينة. وتمثل هذه الأخيرة عاصمة أسماك الزينة في البرازيل، وهو، ما يمثل دخلا هاما للسكان المحليين.